# 佐伯惟教
佐伯 惟教（さえき これのり）は、戦国時代から安土桃山時代にかけての武将。豊後佐伯氏第12代当主。豊後国海部郡栂牟礼城主。

## 生涯
惟教の父は、豊後佐伯氏第11代当主・佐伯惟常、あるいは惟常の子・惟益とされているが、この時期の佐伯氏の系譜には諸説有り、系図が確定していない（10代惟治－11代惟常－12代惟教）。
『大友興廃記』によれば、天文19年（1550年）の二階崩れの変の際に大友義鎮（宗麟）を奉じて府内を制圧し、以来宗麟の重臣として信任されたという。また『肥後国史』『大友興廃記』によれば同年、菊池義武や義武に味方する肥後国の領主との戦いで先陣を務め、鎮圧に活躍した。
大友氏の家臣団は、大友氏の同族である同紋衆とそれ以外の家系である他紋衆とに二分されていた。他紋衆の中心的存在であった佐伯氏は集権化を図る大友氏との対立を深め、惟教の祖父・惟治が謀反の疑い有りとして大友義鑑に自害に追い込まれるなど、両者の関係は緊張状態にあった。こうした中、弘治2年（1556年）5月に他紋衆・小原鑑元が中村長直らと共に叛旗を翻した（姓氏対立事件）。惟教は挙兵には参加しなかったが鑑元らと連絡をとっていたとされる。しかし、宗麟はこれを機に惟教の追討を決定し討伐軍が差し向けるが、惟教は抗戦せず一族を伴って伊予国の西園寺実充の下に身を寄せ、その後10年余り居住した。
その後、永禄年間に入ると大友氏は毛利元就と北九州をめぐる争いに突入した。毛利方の水軍に対抗するためには惟教率いる水軍の存在が不可欠であったため、宗麟は惟教に帰参を持ちかけ、永禄12年（1569年）に惟教は臼杵鑑速らのとりなしによって帰参した。翌元亀元年（1570年）には栂牟礼城を還付され、戸次鑑連が筑前国の立花氏を継ぐため豊後国を離れて加判衆から退くと、その後任として加判衆に列した。元亀3年（1572年）に一条兼定が伊予西園寺氏と争うと、宗麟の命により兼定救援のため伊予国に出陣し、飯森城などを攻略して西園寺公広を降した。天正5年（1577年）、剃髪して麟与軒宗天と号した。この頃までには嫡男・惟真に家督を譲っていたと考えられる。
同年12月、日向国の伊東義祐が島津氏に敗れ大友氏の下へ逃れると、島津氏の勢力が日向北部にまで及ぶようになり、それまで大友方に属していた同地の諸勢力の間に動揺が見られるようになった。こうした状況下で、翌天正6年（1578年）1月、松尾城主・土持親成（惟教の妹婿）が離反して島津氏に属したとの情報が伝わると、惟教は直ちに親成に対し弁明を促し自身もとりなしに努めたが許されず、宗麟は惟教に土持氏討伐を命じた。このため、4月10日に惟教は松尾城を攻略し、親成を降伏させた。この時、惟教は親成の助命を嘆願したが許されず、親成は自害させられた。
同年9月、キリスト教に傾倒していた宗麟は、日向にキリスト王国を建設するためとして、重臣一同の反対をことごとく無視して島津攻めに自ら出陣することを決定する。10月には、松尾城攻略後も日向に駐留していた惟教もまた山田有信の籠もる高城攻めへの参加を命じられた。惟教は高城救援に向っていた島津家久の軍と遭遇しこれを撃破したが、田原親賢率いる大友勢は士気の低い武将が多く、各部隊の連携が十分にとれない有様であったために、家久隊に追い討ちをかけられず高城への入城を許してしまった。11月11日、さらに島津義久率いる本隊が北上中との報がもたらされると軍議が開かれ、惟教は包囲を継続して志賀親守・朽網鑑康・一萬田鑑実らの軍勢が肥後から到着するのを待つべきと主張し、親賢もこの意見に同意したが、これに対し即時交戦を強く主張していた田北鎮周は、意見が斥けられると、潔く突撃して死んでみせると言い残して退席した。
翌12日未明、鎮周が予告通り島津勢に突撃し、これに引きずられるようにして大友勢は無秩序に戦闘に突入していった（耳川の戦い）。惟教はやむを得ず全軍を前進させ、兵力の優位を活かしての中央突破を図ったが、高城から出撃した島津家久らの急襲を受けた親賢が全軍に後退命令を下したため大友勢は大混乱に陥り、これに乗じた島津勢の猛攻を浴びて潰滅。乱戦の中、惟教は子の惟真・鎮忠らと共に討死した。家督は本国に残留していた惟真の子・惟定が継いだ。